# تشيساتو موريشيتا
تشيساتو موريشيتا (باليابانية: 森下千里؛ بالكانا: もりした ちさと) هي عارضة ومتسابقة الملكة ومؤدية صوت وتارينتو وممثلة يابانية، ولدت في 1 سبتمبر 1981 في ناغويا في اليابان.

## وصلات خارجية
- الموقع الرسمي
- تشيساتو موريشيتا على موقع IMDb (الإنجليزية)
- تشيساتو موريشيتا على موقع ميوزك برينز (الإنجليزية)
- تشيساتو موريشيتا على موقع أول موفي (الإنجليزية)
- تشيساتو موريشيتا على موقع أول ميوزيك (الإنجليزية)
- تشيساتو موريشيتا على موقع قاعدة بيانات الفيلم (الإنجليزية)
- تشيساتو موريشيتا على موقع ANN person (الإنجليزية)